# Calcosol
Ne doit pas être confondu avec Calcisol.

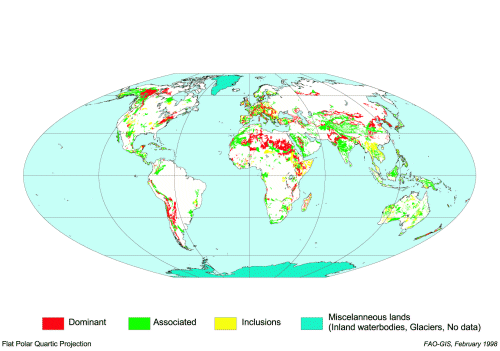
Répartition géographique des brunisols, calcisols et calcosols.

Un calcosol, du latin calx (« chaux »), (ou calcaric cambisol dans la WRB) est un solum dont tous les horizons sont carbonatés, et de pH basique. Ce sol est présent sur 10,8% du territoire métropolitain français.

## Profil

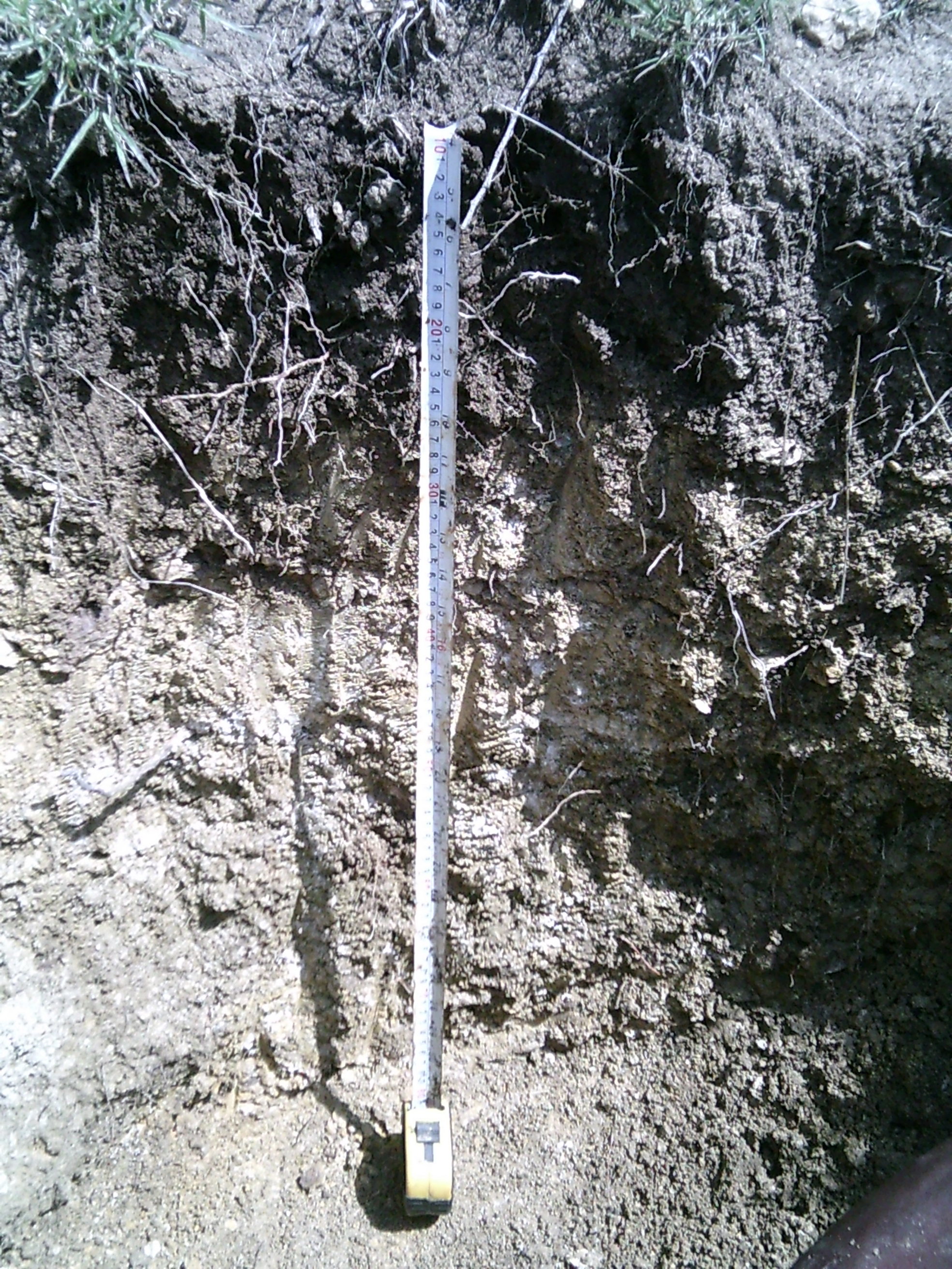
Profil de calcosol (Des'a forest, Ethiopie).

La séquence d’horizons de référence d'un calcosol est :
OL - Aca - Sca - Cca ou M ou R ou D.
- Horizons organiques : OL (litère),
- L'horizon A, situé sous les horizons organiques,
  - Aca (CaCO3 > 2%, teneur en carbone organique < 8%, 7 < pH < 8,7 ) ;
- L'horizon S, horizon d’altération des minéraux primaires,
  - Sca (CaCO3 > 2% et saturé en Ca2+, teneur en carbone organique < 1%, pH > 6,5) ;
- La roche mère,
  - Cca (Roche fortement fragmentée ou altérée calcaire) ;
  - R (Roches dures, continues, massives ou peu fragmentées) ;
  - M (Roches meubles ou tendres, non ou peu fragmentées) ;
  - D (Matériaux durs fragmentés, puis déplacés).

La litière (horizon OL) est souvent de type mull (bonne dégradation de la matière organique) sous forêt. Sur des calcaires, qu'ils soient durs (horizon R), meubles (horizon M), non altérés ou fragmenté (horizon D), on observe une succession d'horizons A calcaire (Aca) et S calcaire (Sca), d'une épaisseur globale supérieure à 35 cm d’épaisseur.

## Types
Calcosol argileux, issu de marne ;
Calcosol graveleux, pétrocalcarique, issu de grèze litée ;
Calcosol limono-graveleux, de versant, issu d’une formation de pente ;
Calcosol pierreux, décarbonaté en surface ;
Calcosol fluvique, argileux, peu perméable ;
Calcosol dolomiteux, leptique, limono-argileux, issu de calcaire dolomitique.